# Sixto Jiménez
Sixto Jiménez Galán  (* 23. Juni 1962 in Huelva) ist ein spanischer Beachvolleyballspieler.

## Karriere
Jiménez spielte seine ersten internationalen Turniere 1991 mit Benjamín Vicedo. Beim dritten Turnier erreichte er in Almería als Sechster erstmals die Top Ten. 1994 und 1995 trat er in Rio de Janeiro mit Miguel Prieto an und kam auf die Plätze neun und dreizehn. Anschließend bildete er ein Duo mit Javier Bosma. Bei ihrem ersten gemeinsamen Auftritt in Marbella wurden Jiménez/Bosma direkt Fünfte. Als Neunte in Marseille und Lignano sowie als Siebte der Busan Open erzielten sie weitere Top-Ten-Ergebnisse. In Espinho gewannen sie ihre erste Bronzemedaille und in Teneriffa mussten sie sich erst im Finale geschlagen geben. Bei den weiteren Turnieren 1995 wurden sie noch zweimal Siebter und einmal Fünfter. Auf der World Tour 1996 erreichten sie den fünften Rang in Hermosa Beach sowie drei neunte Plätze. Außerdem qualifizierten sie sich für die Olympischen Sommerspiele in Atlanta. Dort erreichten sie mit Siegen gegen Konkurrenten aus Indonesien, Kanada und Brasilien die vierte Runde, in der sie dem US-Duo Dodd/Whitmarsh unterlagen. In der Verlierer-Runde trafen sie zum zweiten Mal auf die Kanadier Child/Heese; diesmal setzten sich die späteren Bronzemedaillengewinner durch und Jiménez/Bosma belegten den fünften Platz. Nach dem Olympiaturnier erreichten die Spanier beim Grand Slam in Pornichet in ihrem letzten gemeinsamen Turnier den elften Rang.